# Bunbuku Chagama

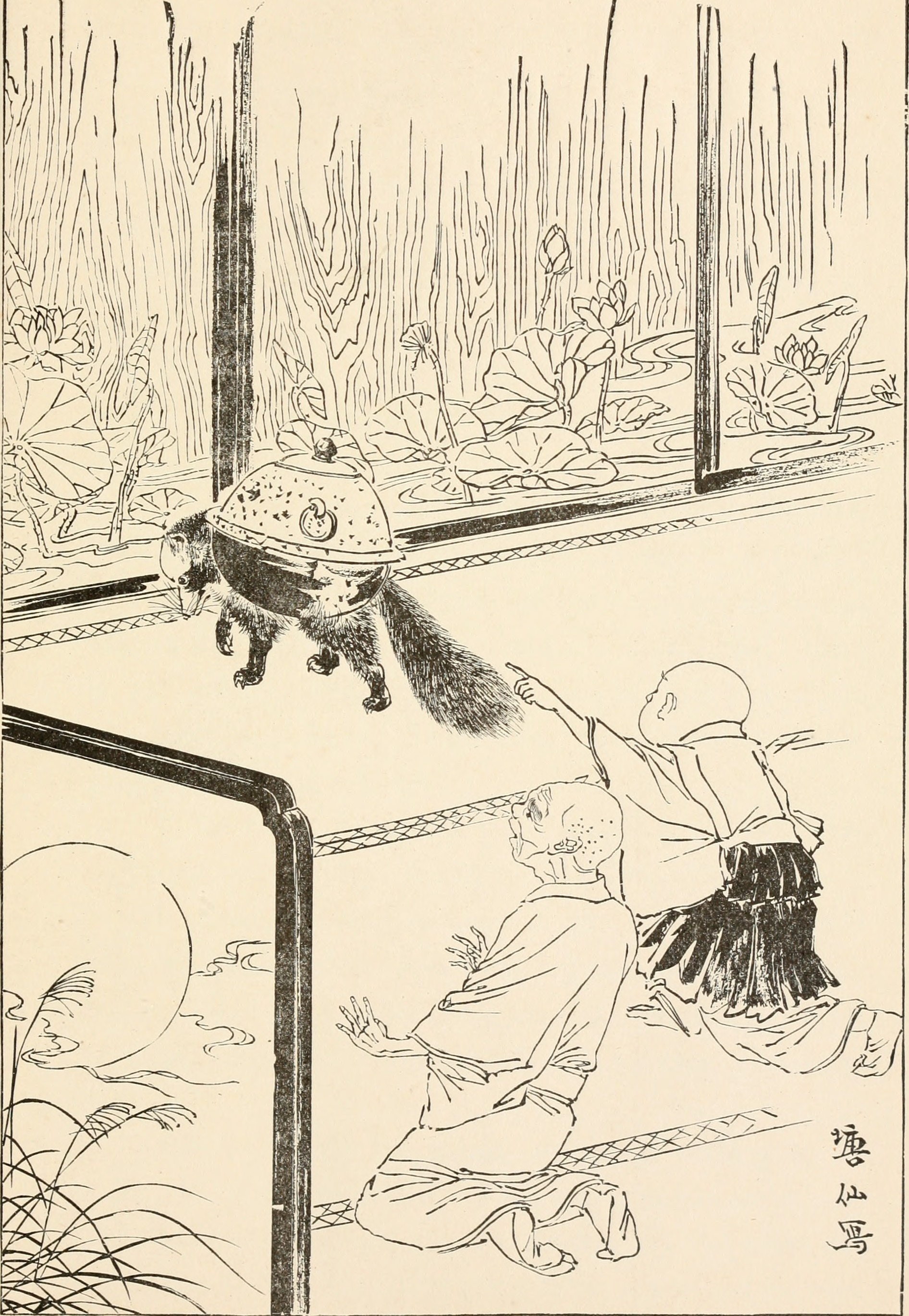
Disegno che rappresenta la fuga del tanuki nella sua forma ibrida tra teiera e cane procione

Bunbuku Chagama è un racconto del folklore giapponese che parla di un tanuki (creatura basata sul cane procione) che usa le sue doti di mutaforma per premiare il suo salvatore per la sua bontà.

## Storia
La storia racconta di un uomo molto povero che trova un tanuki bloccato in una trappola. Sentendosi dispiaciuto per l'animale, lo libera. Quella notte il cane procione si reca nella casa del pover'uomo per ringraziarlo della sua bontà, così si trasforma in una teiera (in giapponese chagama) e propone all'uomo di venderlo per fare qualche soldo.
L'uomo vende la teiera a un monaco, che la porta a casa, e dopo averla pulita e preparata per benino, la mette sul fuoco per bollire l'acqua. La creatura però, non riuscendo a resistere al calore, usa i suoi poteri di metamorfosi, e fa comparire delle gambe, non trasformandosi però completamente in un cane procione, e corre via.
Così il tanuki torna dall'uomo che lo ha salvato, proponendogli un'altra idea. L'uomo metterà su un circo, dove la gente dovrà pagare per vedere la "teiera con le gambe" camminare su un filo. Il piano funziona, e tutti e due i protagonisti ottengono qualcosa: l'uomo non è più povero, e il cane procione si è sdebitato e ha un nuovo amico e una casa.